# Hafez al Asad
Hafez al Asad (arabsko حافظ الاس), sirski vojaški pilot, častnik, politik, * 1930, Kardaha, † 10. junij 2000, Damask
Hafez je bil predsednik Sirije med letoma 1971 in 2000.
Hafez se je rodil v ruralnem predelu Sirije v družini, ki je pripadala alavitski manjšini. Kot prvi v družini se je šolal na srednji šoli in bil najboljši v razredu. Ker družina ni imela denarja za študij na univerzi, je študijsko pot nadaljeval na brezplačni vojaški akademiji, kjer se je učil za pilota. Tam so kmalu opazili njegov talent in ga poslali na usposabljanje v sovjetsko vojsko. Pozneje je hitro napredoval po vojaški hierarhiji. Leta 1946 se je včlanil v stranko Baath. Nasprotoval je združitvi z Egiptom v Združeno arabsko republiko in se kljub preselitvi v Kairo skupaj s somišljeniki trudil, da bi ta zveza razpadla. 
Do tega je prišlo leta 1961 po državnem udaru, ki ga je pripravila skupina mladih oficirjev, del katere je bil tudi Asad. V kaotičnih razmerah, ki so sledile razpadu ZAR, so baasisti prevzeli oblast in Hafez je leta 1964 postal poveljnik letalstva. Državo je uradno vodil sunit Amin al Hafiz, dejansko pa skupina mladih alavitov. 
Le ti so leta 1966 izvedli državni udar, Asad je postal obrambni minister in s tem dejanski vladar države. Po sirskem debaklu v šestdnevni vojni leta 1967 je Asad strmoglavil civilno oblast in leta 1971 postal predsednik države.
V času njegove vladavine je poskusil reformirati državo in izdatno okrepil moč sirske vojske, kar je povzročilo spore z večino držav v regiji in Sirijo pripeljalo v mednarodno izolacijo. Med jomkipursko vojno leta 1973 mu je uspelo povrniti majhen del zasedene Golanske planote, tri leta zatem je sirska vojska posredovala v libanonski državljanski vojni in do umika leta 2005 naredila Libanon za neke vrste sirsko kolonijo. Z domačimi političnimi nasprotniki je obračunaval brutalno. Leta 1982 je v Hami krvavo obračunal z vstajo Muslimanske bratovščine (s strupenim plinom ubitih med 10.000 in 35.000 ljudmi, dobršen del mesta je bil zravnan z zemljo), v zloglasnem zaporu Tadmor je dal brez sojenja ustreliti več tisoč nasprotnikov. Po vsej državi je razpredel ovaduško mrežo. Precej sirskih kristjanov je v njegovem času pobegnilo v Evropo. Iz država je izgnal tudi brata Rifata, ki je dolgo bil drugi človek v državi, leta 1983 pa se je uprl bratu.
Med iransko-iraško vojno (1980–1988) je podprl Iran. V devetdesetih letih se je nekoliko zbližal z zahodom in konservativnimi arabskimi državami. Do pravih mirovnih pogovorov z Izraelom nikoli ni prišlo zaradi njegovega vztrajanja, da je vrnitev Golanske planote predpogoj za kaj takega. Predsednik (na volitvah v letih 1978, 1985 in 1991 so vselej podaljšali njegov mandat) je ostal vse do smrti 10. junija 2000, ko je med telefonskim pogovorom z libanonskim predsednikom Émilom Lahoudom doživel srčni napad. Nasledil ga je sin Bašar.